# Johann Karl Friedrich Ollenroth
Johann Karl Friedrich Ollenroth (* 9. Januar 1788 in Guben, Niederlausitz; † 6. Oktober 1848) war ein deutscher Mediziner.

## Leben
Johann Karl Friedrich Ollenroth wurde als ältestes Kind von 5 Kindern geboren. Sein Vater war Johann Samuel Leberecht Ollenroth, der eine Apotheke in Guben betrieb, diese jedoch kurz nach der Geburt von Johann Karl Friedrich Ollenroth verkaufte und nach Landsberg an der Warthe umzog. Dort gründete sein Vater erneut eine Apotheke und betrieb diese bis zu seinem Tod 1813. Sein Vater war mit Charlotte Christiane Ollenroth, geb. Jähnichen, verheiratet.
Johann Karl Friedrich Ollenroth besuchte ab dem 4. Lebensjahr mehrere Privatschulen und die Stadtschule in Landsberg an der Warthe und wurde durch einen Hauslehrer ergänzend in Botanik, Pharmakologie, pharmazeutische Chemie und Rezepturkunst unterrichtet.
Am 1. Mai 1802 begann er als Volontär in der Pépinierè, eine am 2. August 1795 neu gegründete Anstalt zur Aus- und Weiterbildung von Militärärzten, in Berlin. Im Rahmen des Studiums wurde er in Physik, Chemie, Pharmazie, Medizin, Chirurgie, Geburtshilfe und Staatsarzneikunde in theoretischer und praktischer Weise unterrichtet. Nach vier Jahren beendete er das Studium am 1. Mai 1806 und wurde anschließend als Sub-Chirurg im Charite-Lazarett in Berlin angestellt. Im Mai und Juni 1806 war er in der Station tätig, in der die "innerlich kranken Männer" behandelt wurden und im Juli und August 1806 auf der Station der "äußerlich kranken Weiber". Der weitere geplante Einsatz in der Verwaltung konnte aufgrund des Kriegsausbruches mit Frankreich nicht mehr erfolgen.
Anfang Oktober 1806 wurde Johann Karl Friedrich Ollenroth in das Büro des Generalstabsarzt Johann Goercke versetzt. Von dort aus wurde er kurz darauf als Sub-Chirurg zum Feldlazarett des Hohenloh'schen Armeekorps beordert. Auf dem Marsch zu seiner Einheit wurde er bei Oranienburg von den Franzosen gefangen genommen und nach Berlin zurück transportiert. Dort musste er Dienst im französischen Lazarett leisten, nachdem die Franzosen am 25. Oktober 1806 in Berlin einmarschiert waren. Durch Vermittlung des Fürsten Franz Ludwig von Hatzfeldt wurde ihm vom damaligen französischen Kommandanten Pierre Augustin Hullin ein Pass zur Reise in seine Vaterstadt übergeben. Mit diesem Pass reiste er durch die französischen Reihen zum Schill'schen Armeekorps und ranzionierte nach Danzig. Dort traf er Anfang Januar 1807 ein und wurde sofort vom Chef der dortigen preußischen Feldlazarette Garnisonsstabsarzt Redlich zum Sub-Chirurgen ernannt. Kurz darauf wurde er zum Generalstabsarzt Dr. Johann Goercke nach Königsberg (Preußen) beordert und traf am 7. Februar 1807 ein. In Königsberg erkrankte Johann Karl Friedrich Ollenroth mehrmals und wurde dadurch transportunfähig und konnte somit Dr. Goercke nicht auf dem Weitermarsch begleiten. Im Juni/Juli 1807 marschierten die Franzosen in Königsberg ein und nahmen ihn erneut gefangen. Unter der Leitung von Dr. Perey und des späteren Generaldivisionsarztes Schack musste er in Königsberg beim dortigen Lazarett im Junkerhof seinen Dienst leisten, u. a. weil er französisch sprach. Nachdem die meisten Franzosen im Juli 1807 aus Königsberg abzogen, diente er noch bis zum 20. September 1807 im Feldlazarett des l’Estocq’schen Corp d’armee. Anschließend wurde er zum Königlichen Domänenamt Schesten bei Rastenburg entsandt, um dort bis Ende Dezember 1807 bei der Bekämpfung der Ruhr und "faulig-nervösen Krankheiten" beim Menschen sowie der Eindämmung der Viehpest zu helfen. Anfang 1808 war er beim Infanterieregiment von Wilhelm René de l’Homme de Courbière und dem dazugehörigen Grenadierbataillon von Brauchitsch, anfangs als Kompanie- und später als Oberchirurg, teils in Goldapp und teils in Graudenz, bis zum 19. Oktober 1808 eingesetzt. In diesem letzten Dienstverhältnis promovierte er am 25. Juli 1808 an der Universität in Frankfurt mit der Dissertation "De inflammatione in genere". Am 1. November 1808 bestand er das "Examen rigorosum" und die geburtshilfliche Prüfung; im darauffolgenden Jahr wurde er am 22. April 1809 als praktischer Arzt und Geburtshelfer von dem ehemaligen königlichen Oberkellegio Medico et Sanitatis approbiert. Nach Landsberg an der Warthe zurückgekehrt arbeitete er seine "Themata medico legalia" aus und erhielt am 26. August 1809 sein Fähigkeitszeugnis zum Physikat. Bald darauf wurde er als Arzt bei dem neumärkischen Landarmenhaus, der späteren Straf- und Zwangsarbeiter-Anstalt zu Landsberg an der Warthe angestellt. Darauf folgte die Erweiterung seiner Aufgaben als Kreis- und Stadtphysikus von Landsberg an der Warthe erst interimistisch und am 11. Mai 1813 von dem Königlich Geheimen Staatsrat Friedrich von Schuckmann förmlich bestellt.
Im März 1813 musste Johann Karl Friedrich Ollenroth in Landsberg an der Warthe und in Neudamm für das Belagerungskorps in Küstrin Militärlazarette organisieren und die Leitung dieser übernehmen. Nach der Einnahme von Küstrin mussten die Festungslazarette organisiert werden. Die Lazarette von Landsberg an der Warthe und Neudamm wurden am 1. Oktober 1813 zu Provinziallazaretten für 1.500 Mann erhoben und blieben bis zu ihrer Evakuierung unter der Leitung von Johann Karl Friedrich Ollenroth.
Am 31. Januar 1816 erfolgte durch den König die Ernennung zum Regierungs- und Medizinalrat. Am 3. April 1816 erfolgte die Versetzung zum Regierungs-Collegio nach Bromberg, dort wurde er später zum Geheimen Medizinalrat befördert.
1833 wurde er zum zweiten Präsidenten der medizinisch-chirurgischen Sektion der Deutschen Naturforscher und Ärzte in Breslau gewählt.
Um mehr über ausländische Krankenanstalten zu erfahren, unternahm er 1838 eine Reise nach England und Frankreich. Die Rückreise erfolgte durch Oberitalien und das südliche Deutschland.
Als Johann Karl Friedrich Ollenroth starb, hinterließ er eine Witwe, drei Töchter und einen Sohn.

## Ehrungen
Für die geleisteten Dienste erhielt er vom König Friedrich Wilhelm III. von Preußen am 30. Mai 1814 das Eiserne Kreuz zweiter Klasse am weißen Bande. Außerdem wurde er mit dem Roten Adlerorden vierter und später dritter Klasse mit Schleife ausgezeichnet.

## Mitgliedschaften
Johann Karl Friedrich Ollenroth war
- Mitglied des Vereins für Heilkunde in Preußen;
- korrespondierendes Mitglied der Hufelandsche Gesellschaft in Berlin;
- Mitglied des Vereins großherzoglicher badischer Medizin-Beamten zur Förderung der Staatsarzneikunde;
- Mitglied des Apothekervereins im nördlichen Deutschland;
- Ehrenmitglied der Märkischen ökonomischen Gesellschaft in Potsdam;

## Werke
- Merkwürdiger Fall einer chronischen Brustkrankheit, entstanden von einer fast zwei Jahre hindurch in der Luftröhre eines Kindes stecken gebliebenen und dann wieder ausgehusteten Kaffeebohne in "Horn Archiv für medizinische Erfahrung. 1805. Band 1. Januar und Februar, S. 156
- Dissertatio Inauguralis Medica De Inflammatione in Genere. Francofurti ad Viadrum Apitz 1808
- Untersuchung der Rinde des Rosskastanienbaums, Berlin. Jahrbuch für Pharmazie. Jahrgang 16. Deutsches Jahrbuch Band 1. 1815, S. 241–48.
- Bemerkungen über das Mutterkorn in "Hufeland Journal der Heilkunde" Band 45, 1817, V, S. 90–92 (Digitalisat)
- De angina pectoris: diss. inaug. med. Berolinum: Starck, 1822.
- Reise-Bericht des Regierungs-Raths: Bromberg den 15ten August 1831. Danzig 1831.
- Die asiatische Cholera im Regierungs-Bezirk Bromberg während des Jahres 1831. Nach amtlichen Quellen bearbeitet und mit den eigenen Beobachtungen und Erfahrungen versehen. Bromberg : Gruenauer, 1832.
- Die Heilbarkeit der Eierstocks-Wassersucht. Berlin, Enslin, 1843.
- Instruktion zur Erkenntniss, zur Vorbeugung des Ausbruchs und zur Heilung der asiatischen Cholera, wenn ein Arzt entweder gar nicht, oder nicht schnell genug zu erlangen sein sollte. Zeitgemässe Aeusserungen für meine Mitbürger. Bromberg: Grünauer, 1847.